# Periclista
Periclista är ett släkte av steklar som beskrevs av Friedrich Wilhelm Konow 1886. Periclista ingår i familjen bladsteklar.
Släktet innehåller bara arten Periclista albida.

## Bildgalleri

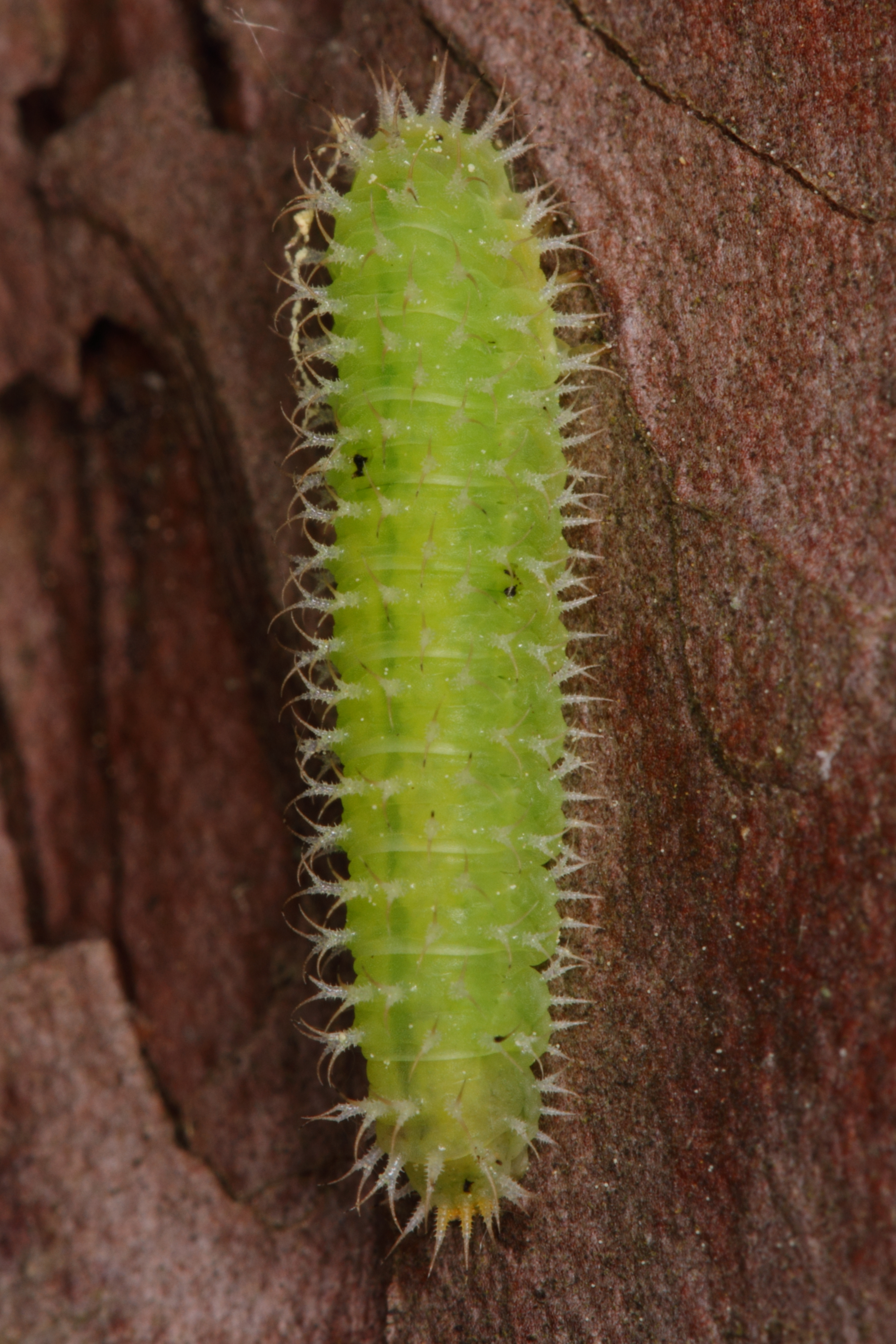